# Dedebalci
Dedebalci (makedonska: Дедебалци) är en ort i Nordmakedonien. Den ligger i kommunen Mogila, i den södra delen av landet, 100 kilometer söder om huvudstaden Skopje. Dedebalci ligger 589 meter över havet och antalet invånare är 474.